# Joseph De Craecker
Joseph Ghislain Henri Maria De Craecker (ur. 19 stycznia 1891 w Antwerpii, zm. 23 października 1975) – belgijski szpadzista, dwukrotny srebrny medalista olimpijski.
Na igrzyskach olimpijskich w Antwerpii w 1920 roku wspólnie z Ernestem Geversem, Paulem Anspachem, Félixem d’Alviellą, Victorem Boinem, Léonem Tomem i Philippe'em de Beaulieu zdobył drużynowo srebrny medal. W szpadzie indywidualnej odpadł w ćwierćfinałach. Na rozgrywanych cztery lata później igrzyskach olimpijskich w Paryżu Belgowie w składzie: Fernand de Montigny, Charles Delporte, Joseph De Craecker, Léon Tom, Paul Anspach i Ernest Gevers zdobyli kolejny srebrny medal w szpadzie drużynowej. Indywidualnie tym razem nie startował.
Nie zdobył medalu mistrzostw świata.